# گلبدین نایب
گلبدین نایب (انگلیسی: Gulbadin Naib؛ زادهٔ ۱۶ مارس ۱۹۹۱) بازیکن کریکت اهل افغانستان است.